# Егоренкова, Валентина Викторовна
Валенти́на Ви́кторовна Егоренкова (9 июля 1944, Ленинград — 20 апреля 2010, Санкт-Петербург) — артистка Санкт-Петербургского академического театра имени Ленсовета.

## Биография
В 1962—1963 гг. училась в студии при Театре имени Ленсовета у И. П. Владимирова.
В 1964 году поступила сразу на 2-й курс ЛГИТМиК в мастерскую Г. А. Товстоногова. Участвовала в знаменитых учебных спектаклях «Вестсайдская история» и «Зримая песня».
По окончании института в 1967 году — актриса театра им. Ленсовета.
Похоронена 24 апреля 2010 года на Ковалёвском кладбище.

## Театральные работы
- «Я отвечаю за все» — Валя
- «Щедрый вечер» — Маринка
- «Женский монастырь» — Лиза Стратова
- «Сплошные неприятности» — Розабелл
- «Человек и джентльмен» — Биче, Матильда
- «Хрустальный башмачок» — Гортензия
- «Последний парад» — Юля
- «Солдат и змея» — Шарлотта-Луиза, Жозефина
- «Двери хлопают» — Доменика, Мать
- «Человек со стороны» — Татьяна
- «Левша» — Машка, Мери, Мурышкина, Королева
- «Снежная королева» — Снежная королева
- «Трубадур и его друзья» — Атаманша
- «Последний отец» — Марина
- «Победительница» — Полина Сергеевна
- «Земля обетованная» — Дороти Уикхем
- «Смеяться, право, не грешно» — Ведущая
- «Группа» — Рубцова
- «Таланты и поклонники» — Домна Пантелеевна
- «Ты и только ты» — Шарлотта
- «Гусар из КГБ» — Алла Сергеевна
- «Если проживу лето» — Тамара Довнер
- «Мнимый больной» — Белина

## Фильмография
- 1963 — Пока жив человек
- 1964 — Мечтатели, или принимаю бой
- 1965 — Музыканты одного полка — Валя
- 1968 — Жил человек — Светлана
- 1969 — Тройная проверка — Тамара
- 1970 — Баллада о Беринге и его друзьях — княжна Екатерина Долгорукова
- 1970 — В Москве проездом… — Лена Емельянова
- 1973 — Человек и джентльмен — Биче
- 1974 — Следую своим курсом — Людмила
- 1975 — Смотреть в глаза — Таня
- 1978 — Прохладное лето осени
- 1978 — Встречи — официантка
- 1983 — Не хочу быть несчастливым — официантка
- 1983 — Скорость — Ниночка
- 1983 — Ювелирное дело — Ольга Николаевна
- 1986 — Прекрасная Елена — Парферис
- 1987 — Железный дождь
- 1987 — Серебряные струны
- 1989 — Дни человека
- 1989 — Степан Сергеич — Нинель Владимировна Старычева
- 1991 — Опыт бреда любовного очарования — начальник пошивочной мастерской
- 1991 — Улыбка
- 1992 — Невеста из Парижа — Галя
- 1994 — На кого Бог пошлёт
- 1998 — Дары феи
- 1998 — Маленький водяной
- 1999 — Всё этот рок-н-ролл
- 1999 — Улицы разбитых фонарей — Клёнова
- 2000 — Охота на Золушку
- 2000 — Рождественская мистерия — мама Маши
- 2002 — Время любить
- 2002 — Падение
- 2002 — Тайны следствия — администратор в гостинице
- 2003 — Русский ковчег
- 2004 — Старший оборотень по особо важным делам
- 2004 — Ментовские войны
- 2005 — Мастер и Маргарита — медсестра в психиатрической клинике
- 2006 — Алька
- 2006 — Жесть — Мария Сергеевна
- 2006 — Коллекция
- 2006 — Старшеклассники — Зоя Захаровна Мухина
- 2007 — Всегда говори «Всегда» — Галина Фёдоровна
- 2007 — Любовь под надзором — Котова
- 2007 — Счастливчик
- 2007 — Опера. Хроники убойного отдела
- 2008 — Шерше ля фам
- 2008 — Двое из ларца 2 — Екатерина Сергеевна Яловая
- 2008 — Защита Красина-2
- 2009 — Оборотень
- 2009 — Литейный, 4 — мать Галины
- 2009 — Одержимый
- 2010 — Последняя встреча